# دیوید بلیارد
دیوید بلیارد (انگلیسی: David Belliard؛ زادهٔ ۲۹ مهٔ ۱۹۷۸) سیاستمدار، روزنامه‌نگار و بوم‌شناس اهل فرانسه است. او از سال ۲۰۱۴ تا ۲۰۲۰ رهبر جناح حزب سبز فرانسه در شورای شهر پاریس بود.